# Nicolas Bergeron

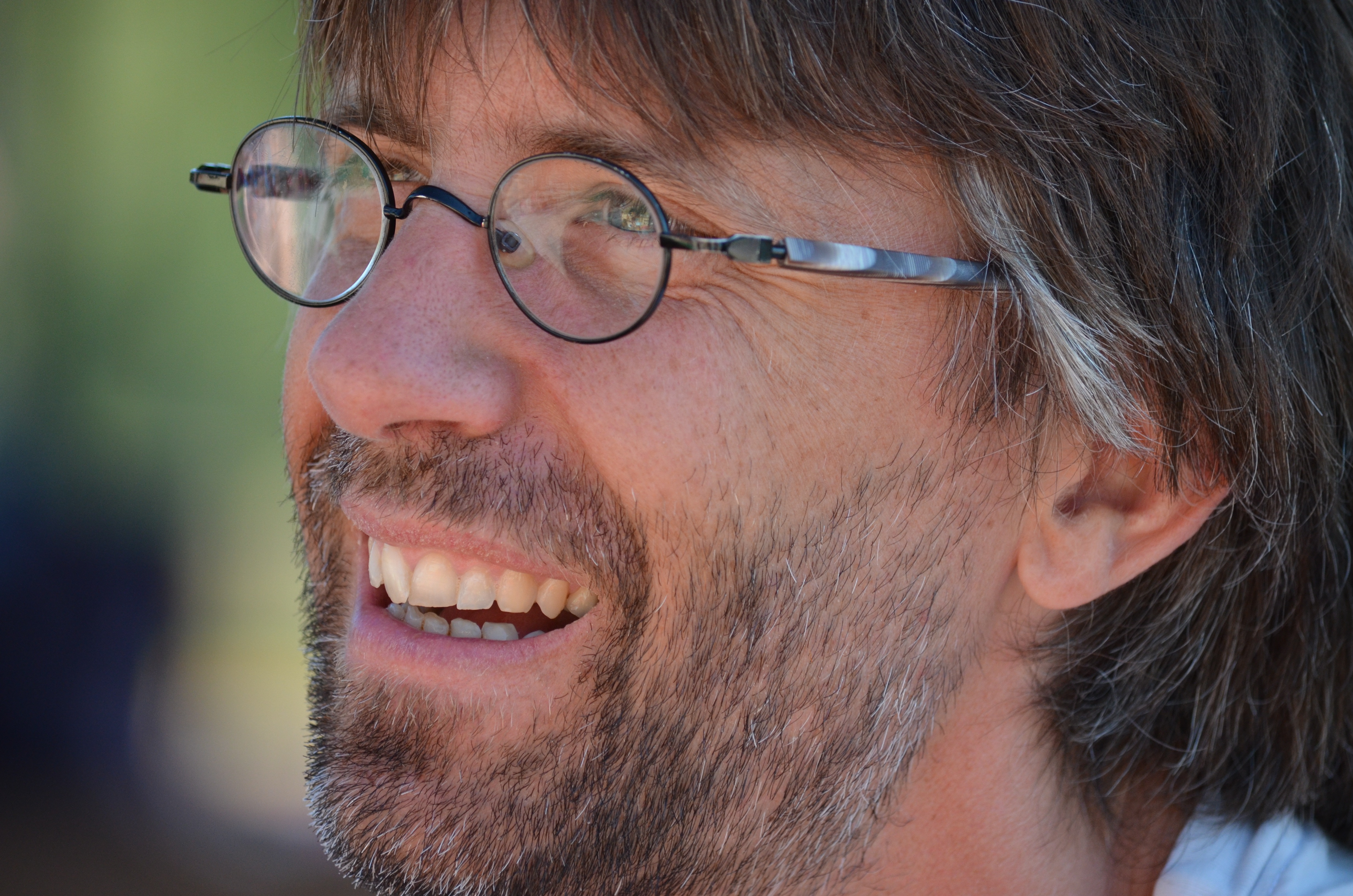
Bergeron 2014

Nicolas Bergeron (* 19. Dezember 1975; † 15. Februar 2024) war ein französischer Mathematiker.

## Leben
Bergeron studierte von 1994 bis 1998 an der École normale supérieure de Lyon, an der er 2000 bei Jean-Pierre Otal promoviert wurde (Cycles géodésiques dans les variétés hyperboliques). Als Post-Doktorand war er in Zürich und Neuchatel. 2001 wurde er Chargé de Recherche an der Universität Paris Süd, an der er sich 2005 habilitierte (Sur la cohomologie et le spectre des variétés localement symétriques) und 2005 an der École Normale Supérieure in Paris. 2006 wurde er Professor an der Universität Paris VI (Pierre et Marie Curie).
Er befasste sich mit der Geometrie und Topologie lokal symmetrischer Räume und arithmetischen Gruppen und deren Spektren und Kohomologie.
2010 wurde er Junior Mitglied des Institut Universitaire de France und 2007 erhielt er die Bronzemedaille des CNRS. 2018 war er eingeladener Sprecher auf dem Internationalen Mathematikerkongress in Rio de Janeiro. 2023 erhielt er den Prix de l’État.
Er war Mitglied einer Mathematikergruppe (wie auch unter anderem Étienne Ghys), die unter dem Pseudonym Henri Paul de Saint-Gervais veröffentlichte (Uniformisation des surfaces de Riemann, ENS 2010).

## Schriften

### Bücher
- Les spectres des surfaces hyperboliques, EDP Sciences 2011
- Propriétés de Lefschetz automorphes pour les groupes unitaires et orthogonaux, Mémoires de la SMF 106 (2006).
- mit Laurent Clozel: Spectre automorphe des variétés hyperboliques et applications topologique, Société mathématique de France, 2005
- mit Pierre Charollois, Luis Garcia: Cocycles de groupe pour Gln et arrangements d'hyperplans, AMS-CRM « CRM Monographs »,  2023

### Arbeiten (Auswahl)
- mit Daniel Wise: A Boundary Criterion for Cubulation, American Journal of Mathematics, Band 134, 2012, S. 843–885
- mit Laurent Clozel: Quelques conséquences des travaux d’Arthur pour le spectre et la topologie des variétés hyperboliques, Inventiones Mathematicae, June 2013, Volume 192, Issue 3, pp. 505–532
- mit John Millson und Colette Moeglin: The Hodge conjecture and arithmetic quotients of complex balls, Acta Math. 216 (2016), no. 1, 1–125.
- Torsion homology growth in arithmetic groups, in the proceedings of 7ECM
- mit Zhiyuan Li, Millson und Moeglin: The Noether-Lefschetz conjecture and generalizations, Inventiones Mathematicae 208 (2017)
- mit Miklós Abért, Ian Biringer, Tsachik Gelander, Nikolay Nikolov, Jean Raimbault, Iddo Samet: On the growth of L2-invariants for sequences of lattices in Lie groups, Annals of Mathematics, Band 185 (2017), Issue 3, S. 711–790
- mit Li: Tautological classes on moduli spaces of hyper-Kähler manifolds. Duke Math. J. 168, No. 7, 1179–1230 (2019); erratum ibid. 170, No. 17, 243–245 (2021).
- mit Abért, Biringer, Gelander: Convergence of normalized Betti numbers in nonpositive curvature. Duke Math. J. 172, No. 4, 633–700 (2023).
- mit Abért, Mikolaj Fraczyk, Damien Gaboriau: On homology Torsion growth. J. Eur. Math. Soc. (2024)
- mit Pierre Charollois, Luis Garcia:  Elliptic units for complex cubic fields. Arxiv  (2023)

### Popularisierung (Auswahl)
- Comprendre les espaces de dimension 3, La Recherche, Februar 2015